# Heribert Brander
Heribert Brander (* 10. Dezember 1926 in Aidhausen; † 1. Dezember 2023) war ein deutscher römisch-katholischer Geistlicher und Generalvikar des Bistums Würzburg.

## Leben
Heribert Brander studierte nach dem Abitur Theologie in Würzburg. Er empfing am 20. Juli 1952 in der Neumünsterkirche die Priesterweihe durch Julius Döpfner, Bischof von Würzburg, und war anschließend zunächst Kaplan in Großwallstadt und an der Heilig-Kreuz-Kirche in Würzburg. Bevor er 1960 Direktor des Julianeum, Studentenseelsorger am Polytechnikum und Caritaspfarrer wurde, war er drei Jahre lang Kaplan beim Diözesan-Caritasverband in Würzburg. Nachdem er am 1. Januar 1969 zum Dompfarrer (bis 1983), Domkapitular und Stadtdekan von Würzburg wurde, war er von 1989 bis 2001 Domdekan. Bischof Paul-Werner Scheele ernannte ihn 1983 zum Generalvikar des Bistums Würzburg. Dieses Amt übte er aus, bis 1996 Karl Hillenbrand seine Nachfolge im Amt antrat.
Heribert Brander engagierte sich für zahlreiche Sozialprojekte im Heiligen Land. 1957 wurde er von  Nicola Canali, Kardinal-Großmeister des Ritterordens vom Heiligen Grab zu Jerusalem, zum Ritter des Päpstlichen Ritterordens ernannt. Am 26. Mai 1979 wurde er im Salzburger Dom durch Bischof Franz Hengsbach, Großprior der deutschen Statthalterei, investiert. Er wirkte von 1981 bis 2005 als Nachfolger des Generalvikars Justin Wittig als Prior in der Komturei Würzburg des Ritterordens vom Heiligen Grab zu Jerusalem, dem Stefan Rambacher als Prior folgte. Zuletzt war er Komtur des Ordens. Er war Mitglied der katholischen Studentenverbindung KStV Normannia Würzburg im KV und zudem seit 1967 Ehrenmitglied der KDStV Thuringia Würzburg im CV.

## Ehrungen und Auszeichnungen
- 1977: Päpstlicher Ehrenprälat
- 1987: Verdienstorden der Bundesrepublik Deutschland
  - Verdienstkreuz am Bande
  - Verdienstkreuz 1. Klasse
- 2001: Bayerischer Verdienstorden